# Praktikum
Praktikum, vrsta znanstveno-stručnog djela. Posebna je vrsta udžbenika ili priručnika. U njemu su iznesene pojedine metode, instrumentariji i tehnike s procedurama. U biti predstavljaju instruktivne priručnike.